# Сармановское сельское поселение
Сармановское се́льское поселе́ние — муниципальное образование в Сармановском районе Татарстана Российской Федерации.
Административный центр — село Сарманово.

## История
Статус и границы сельского поселения установлены Законом Республики Татарстан от 31 января 2005 года № 39-ЗРТ Законом Республики Татарстан от 31 января 2005 года № 39-ЗРТ «Об установлении границ территорий и статусе муниципального образования "Сармановский муниципальный район" и муниципальных образований в его составе».

## Население
| 2010  | 2011  | 2012  | 2013  | 2014  | 2015  | 2016  |
| ----- | ----- | ----- | ----- | ----- | ----- | ----- |
| 7404  | ↘7388 | ↗7509 | ↗7531 | ↘7529 | ↗7551 | ↗7590 |
| 2017  | 2018  | 2021  |       |       |       |       |
| ↘7568 | ↗7583 | ↘7367 |       |       |       |       |

## Состав сельского поселения
| № | Населённый пункт | Тип населённого пункта       | Население |
| - | ---------------- | ---------------------------- | --------- |
| 1 | Новое Ахметово   | деревня                      |           |
| 2 | Сарманово        | село, административный центр | ↘7134     |